# Jean-Baptiste Antoine O'Tard de La Grange
Jean Baptiste Antoine O'Tard de La Grange (12 décembre 1763 - Brives † 24 mars 1824 - Bordeaux, Gironde), baron O'Tard, seigneur de Mérignac, est un ingénieur, fondateur de la maison de cognac Otard et homme politique français. Il est député de la Charente de 1821 à 1824 et maire de Cognac de 1804 à 1815 et de 1815 à 1824.

## Biographie
Antoine Otard est élevé au collège de Pontlevoy.
Il refuse, d'émigrer à la Révolution et est deux fois enfermé, en 1791 et en 1793, à l'abbaye de Saintes. Entre ces deux incarcérations, il obtient la place d'ingénieur cadastral de son canton.
Remis en liberté au 9 thermidor, il s'installa à Cognac (Charente) comme négociant, et resta maire de cette ville pendant près de vingt ans (1804-1815, 1815-1824). Le Baron Otard fonde en 1795 sa maison de cognac. En 1796, estimant que ses caves offraient des conditions idéales pour le vieillissement du cognac, le baron Otard achète et restaure le château de Cognac où naquit François Ier.
Officier de la Légion d'honneur[Quand ?], il est élu député du 3e collège électoral de la Charente (Cognac), le 1er octobre 1821, contre Guérin du Foncin, banquier à Paris, et est réélu, le 25 février 1824, contre à Théodore Martell, négociant.
Jean-Baptiste Antoine Otard prend place à la Chambre des députés parmi les ultra-royalistes, soutient les projets les plus réactionnaires, s'indigne du complot de La Rochelle, et demande, pour les quatre sergents, la punition qui leur est en effet donnée ; il se plaint aussi que la charte de 1814 laisse le roi désarmé en face de la révolution menaçante.
Décédé en 1824, Jean-Baptiste Antoine Otard est remplacé, le 2 août suivant, par Jacques Hennessy. Son cœur est conservé dans une chapelle de l'église Saint-Léger de Cognac.

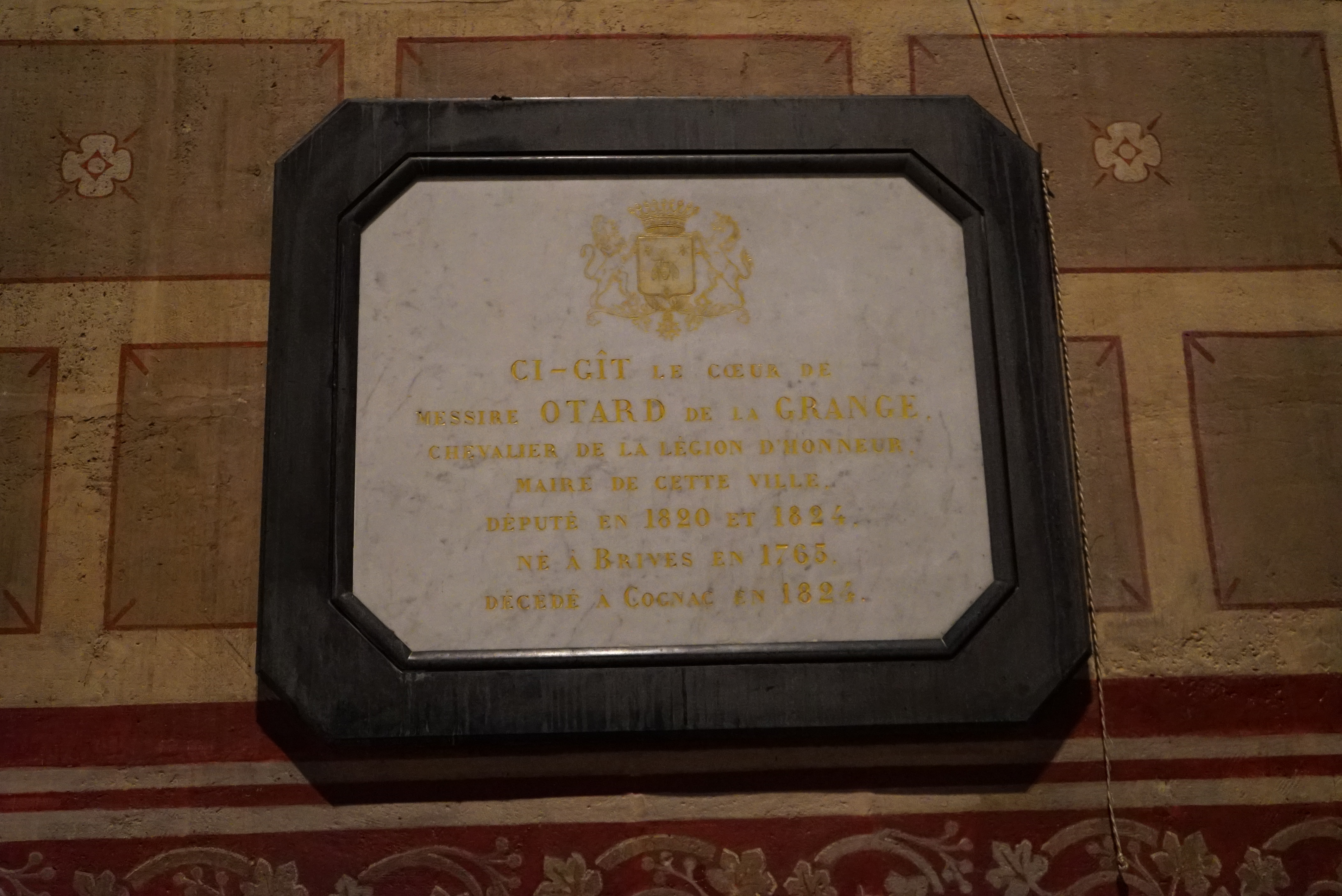
Plaque sur son cœur